# Ivy (弗兰克·奥申歌曲)
《Ivy》是美國R&B歌手法蘭克海洋的一首歌曲，作為他2016年錄音室專輯《Blonde》的一部分發行。這首簡約的吉他歌曲融合了獨立搖滾、前衛R&B和吉他流行音樂，在告示牌排行榜上排名第80位，儘管它沒有作為單曲發行。

## 人員
- 法蘭克海洋– 主唱、作曲家、作詞家、製作人
- 馬萊- 作曲家、作詞家
- Om'Mas Keith – 製作
- Rostam Batmanglij – 製作、編曲
- Fish – 吉他

## 影響
在美國電子遊戲《俠盜獵車手V》中，玩家可以在載具內的Blonde電臺聆聽這首歌曲。